# Gare de Treowen Halt
La gare de Treowen Halt est une ancienne gare ferroviaire anglaise. Elle a principalement desservi le village de Wonastow, Monmouthshire, Pays de Galles, entre 1927 à 1960 grâce au chemin de fer de Newport, Abergavenny et Hereford.

## Histoire
La gare a été ouverte le 14 mars 1927 par la Great Western Railway. La gare ferma définitivement ses portes le 11 juillet 1960,.